# Гертс, Шарль
Ша́рль Мари́ Жа́н Ге́ртс (нидерл. Charles Marie Jean Geerts; 29 октября 1930, Антверпен — 31 января 2015) — бельгийский футболист, играл на позиции вратаря; участник чемпионата мира 1954 года.

## Биография

### Клубная карьера
Гертс в течение 10 сезонов играл за «Беерсхот», в котором с 1950 по 1958 год он был основным вратарём и всего сыграл за эту команду в чемпионате Бельгии 212 матчей.
В 1958 году перешёл в «Эндрахт», где играл в течение двух сезонов. Затем Гертс играл за клубы низших дивизионов «Стад Лёвен» (1960—1963), «Тирлемон» (1963—1964) и «Хамме» (1964—1967), в котором он завершил игровую карьеру.

### Карьера в сборной
В составе сборной Бельгии принимал участие на чемпионате мира 1954 года, но на турнире не сыграл ни в одном из матчей. Всего за сборную Бельгии сыграл один товарищеский матч со сборной Германии, которую Бельгия выиграла со счётом 4:2.

### Смерть
Скончался 31 января 2015 года в возрасте 84 лет.